# 土御門有脩
土御門 有脩（つちみかど ありなが）は、戦国時代から安土桃山時代にかけての公卿・陰陽師。陰陽頭・土御門有春の子。

## 経歴
官位は従三位・非参議、陰陽頭、刑部卿。堂上家（家格は、半家・安倍氏嫡流）である、土御門家30代当主。
天文11年（1542年）、戦乱が続き疲弊した京を離れ、所領の若狭国名田庄に退いていた有脩は陰陽頭としての職務を放棄していたため、同じく相模国の太守北条氏綱を頼って下っていた賀茂氏系陰陽師の公卿・勘解由小路在富が陰陽頭の職務を代行するために京に呼び戻された。

## 系譜

### 家族
- 父：土御門有春
- 母：不詳
- 妻：青春院
- 生母不明の子女
  - 男子：土御門久脩
  - 女子：勧修寺晴豊室

### 末裔
土御門有脩を経て伝わってきた安倍晴明の男系血脈は、宇多源氏綾小路家の子で倉橋家（有脩の息子久脩の末裔・安倍氏庶流）の養子となった倉橋有儀（1738年 - 1784年）と、その息子で土御門家の養子となった土御門泰栄（1758年 - 1806年）の代で断絶している。
しかし、有脩の娘が勧修寺晴豊の妻になり子を残しているため、勧修寺家とその血脈を汲む幾つかの堂上公家・華族の子孫が現存する。現在の土御門家・倉橋家当主はいずれも、共に4回も女系を経た遠縁ではあるが、土御門有脩の血脈を汲んでいる。
また、仁孝天皇以降の歴代天皇も、この系譜に連なる。